# Commutador de creuament

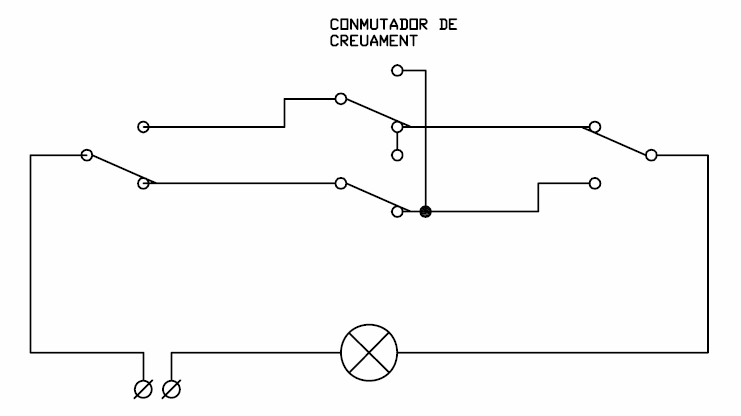
Imatge dels punts de connexió d'un commutador de creuament d'un habitatge.

El commutador de creuament és un dispositiu elèctric que té quatre punts de connexió i, tal com el seu nom indica, serveix per crear circuits elèctrics. S'utilitza a les instal·lacions elèctriques per fer circuits commutats que permetin encendre i apagar un llum d'una habitació des de més de 2 punts.
Els commutadors de creuament s'instal·len en els punts intermedis del circuit de commutació i als extrems es munten commutadors normals de tres punts de connexió.